# Dirk Stahmann
Dirk Stahmann (født 23. marts 1958) i Magdeburg, Østtyskland er en tysk tidligere fodboldspiller (forsvarer).
Stahmann tilbragte hele sin karriere hos FC Magdeburg i sin fødeby. Her var han med til at vinde tre udgaver af den østtyske pokalturnering. Han spillede desuden 46 kampe for Østtysklands landshold.

## Titler
Østtysk pokal
- 1978, 1979 og 1983 med FC Magdeburg